# Nicola Bunkerd Kitbamrung
Nicola Bunkerd Kitbamrung (in thailandese นิ โค ลา ส บุญ เกิด ก ฤ ษ บำรุง; RTGS: Bunkoet Kritbamrung; Nakhon Pathom, 31 gennaio 1895 – Bangkok, 12 gennaio 1944) è stato un presbitero thailandese, martire della fede cattolica.
Nel 1941 fu imprigionato con l'accusa di spionaggio e collaborazionismo col nemico francese. E tre anni dopo morì di tubercolosi, dopo lunghi periodi di malversazioni.

Kitbamrung fu beatificato il 5 marzo 2000 in Piazza San Pietro, primo thailandese ad essere stato proclamato martire della fede ucciso ex aerumnis carceris ("per effetto della durezza del regime carcerario").

## Biografia
Figlio di Joseph Poxang e Agnes Thiang Kitbamrung, alcune fonti suggeriscono che sia nato il 28 febbraio sebbene non risulti dal registro battesimale della sua parrocchia. Dopoché entrambi i genitori si convertirono alla fede, anche Kitbamrung fu battezzato il 5 febbraio nella parrocchia di San Pietro dal padre (e futuro vescovo) René-Marie-Joseph Perros con il nome di "Benedetto".
Dal 1808 al 1816 frequentò l'istituto ecclesiale del Sacro Cuore nell'Hang Xan e, dopo un periodo dedicato all'attività di catechista, nel 1920 proseguì gli studi all'istituto ecclesiale di Penang, nel quale avrebbe ricevuto gli ordini minori (ad agosto del 1924), il suddiaconato (dodici mesi più tardi) e il diaconato (a settembre del 1925).
Il 24 gennaio 1926, fu ordinato sacerdote nella Cattedrale dell'Assunta a Bangkok per mano del vescovo René-Marie-Joseph Perros. Il suo primo incarico dopo l'ordinazione fu quello di lavorare insieme a padre Durand, come assistente pastore a Bang NokKheuk, nella provincia di Samut Songkhram. Nel 1928 fu trasferito a Phitsanulok, dove insegnò la lingua thailandese ai sacerdoti salesiani e il catechismo a sedici loro seminaristi. In quegli anni apprese la lingua hakka.
All'arrivo dei salesiani il 26 ottobre 1927 nel Siam, a Kitbamarung fu comandato di dover prestare i suoi servizi (sacerdotali) nella loro famiglia aperta. Il 1º gennaio 1928, le consegne della missione fondata da Kitbamrung con l'aiuto di Durand furono passate ai membri dei salesiani appena formati.
Giunto nel Paese asiatico, il sacerdote francese Mirabel nominò Kitbamrung suo viceparroco per la missione a nord del Siam, chiedendo contestualmente al vescovo Perros di inviare un sostituto al suo posto. Poco dopo tempo che la coppia Mirabel-Kitbamrung ebbe iniziato la propria attività a Lampang, Mirabel decise di spostarsi da solo ancor più a nord, lasciandolo lì a lavorare, sia per evangelizzare che per pagare i debiti finanziari degli altri nuovi compagni di sacerdozio.
Dopo un soggiorno a nord del Vietnam a partire dal 1930, fu spedito in missione a Chiang Mai, nel nord della Thailandia, per rievangelizzare una regione di cattolici battezzati, ma non praticanti. Nel 1937 fu quindi inviato nel distretto di Khorat per impegnarsi nella catechesi e nell'evangelizzazione di terre quasi inesplorate, spingendosi fino al confine col Laos.
Kitbamrung dovette confrontarsi col governo thailandese nel tentativo di guadagnare ai Cristiani dell'ordine la libertà di culto e di professione religiosa in un Paese a maggioranza buddhista. Le autorità politiche, aderenti e promotrici della fede buddhista, guardarono Kitbamrung con sospetto, accusandolo di collaborazionismo coi francesi e di incitare il popolo alla rivolta contro il governo del maresciallo di campo Plaek Phibunsongkhram.
Accusato di agire come informatore del nemico durante la guerra nell'Indocina francese, l'11 gennaio 1941 andò nella chiesa di San Giuseppe a Ban Hanper per parlare col padre Ambrosio Kin Minlukum, ma non riuscì a trovarlo, e il giorno dopo,  fu tratto in arresto dai thailandesi nella parrocchia di Santa Teresa. Radunò i parrocchiani per ricordare loro di partecipare alla Messa nella parrocchia di Santa Teresa. Quando si udirono le campane alle 8:30 del mattino successivo, le autorità ebbero l'input per trarlo in arresto con l'accusa di "ribellione contro il regno" e di rinchiuderlo a Bang Khwang.
Fu condannato a più di dieci anni di carcere, durante i quali dove il santo recitava regolarmente il Rosario e battezzò 68 convertiti, predicando loro il Vangelo.

Morì nel 1944 a Bangkok, forse a causa di una tubercolosi contratta in carcere, infine ucciso dalle autorità thailandesi che, dopo averlo accusato ingiustamente, gli negarono le cure in quanto cattolico praticante. Le sue reliquie sono state traslate sotto l'altare maggiore della Cattedrale dell'Assunzione, nella capitale.

## Beatificazione
Nel '92, la comunità cristiana di Bangkok iniziò ad esercitare pressione sull'arcidiocesi perché desse avvio al processo di canonizzazione del sacerdote martire. Il 7 marzo 1995, la Congregazione per le Cause dei Santi (CCS) concesse il nulla osta, dichiarando Kitbamrung Servo di Dio. Dal 13 al 23 gennaio 1998, il Cardinale Arcivescovo di Bangkok Michael Michai Kitbunchu presiedette un processo diocesano di durata insolitamente breve, riconosciuto valido dalla CCS il 29 maggio.

Ricevuta la Positio nel '99, i teologi espressero parere favorevole alla beatificazione il 29 ottobre, seguiti dal cardinale e dai vescovi membri della CCS l'11 gennaio 2000.
Il 27 gennaio 2000, Giovanni Paolo II affermò che Kitbamrung era morto ex aerumnis carceris, a causa dell'odio radicale destato dalla sua fede. Il 5 marzo, fu proclamato beato in Piazza San Pietro.